# Lesna
För andra betydelser, se Lesna (olika betydelser).
Lesna är en ort i Belarus, cirka 60 km sydost om staden Mahiljoŭ. Den är känd för slaget vid Lesna 1708.